# Shahram Rostami
Shahram Rotami (en persa: شهرام رستمیⓘ‎) (7 de junio de 1948) fue un piloto de guerra iraní en la Guerra Irán-Irak. Como as de combate a bordo de un F-14 Tomcat, luchó en dos unidades durante todo el conflicto, sirviendo en la Fuerza Aérea de la República Islámica de Irán. Con seis victorias aéreas definitivas, contra tres MiG-21MF/25 y tres Mirage F-1EQ de la Fuerza Aérea Iraquí, fue uno de los pilotos de la unidad TFB 8 que se especializó en interceptar a los aviones supersónicos MiG-25 de reconocimiento RB/RBD y de interceptacion P/PD, de los cuales logró abatir a dos de estos, uno en septiembre de 1982 y otro en diciembre de ese mismo año y tiene el récord por la segunda puntuación más alta de cualquier piloto de F-14 Tomcat, solo por detrás de su compañero Jalil Zandi con sus 11 victorias.
Rostami ocupó cargos como subcomandante de la Fuerza Aérea de la República Islámica de Irán, y como presidente del Estado Mayor Conjunto del Ejército Islámico de Irán. 

## Victorias aéreas
Las victorias confirmadas de Rostami incluyen:
| # | Fecha      | Unidad       | Arma    | Víctima      |
| - | ---------- | ------------ | ------- | ------------ |
| 1 | 1981-10-22 | 82 TFS/TFB 7 | AIM-54A | Mirage F-1EQ |
| 2 | 1981-10-22 | 82 TFS/TFB 7 | AIM-54A | Mirage F-1EQ |
| 3 | 1981-10-22 | 82 TFS/TFB 7 | AIM-54A | Mirage F-1EQ |
| 4 | 1981-10-22 | 82 TFS/TFB 7 | AIM-7E  | MiG-21MF     |
| 5 | 1982-09-16 | TFB 8        | AIM-54A | MiG-25RB     |
| 6 | 1982-12-01 | TFB 8        | AIM-54A | MiG-25RB     |